# 10101 Fourier
A 10101 Fourier (ideiglenes jelöléssel 1992 BM2) a Naprendszer kisbolygóövében található aszteroida. Eric Walter Elst fedezte fel 1992. január 30-án.
Nevét Joseph Fourier (1768 – 1830) francia matematikus, fizikus után kapta.